# سرود افتخار
سرود افتخار (چینی: 锦绣南歌; پین‌یین: Jǐnxiù nán gē) یک مجموعه تلویزیونی چینی در سال ۲۰۲۰ است. این فیلم توسط هوانگ بین و لی هوی‌چو کارگردانی شده و لی چین، چین هائو و گو جیاچنگ در آن نقش‌آفرینی می‌کنند. این مجموعه در ۱ ژوئیه ۲۰۲۰ پخش شد و به عنوان داستان فرعی، دنباله‌ای برای سریال پرنسس وی‌یونگ در نظر گرفته می‌شود.

## خلاصه داستان
در دوره یوآن‌ژیا سلسله سونگ، کشور در هرج و مرج بود و اشراف زادگان قدرت سیاسی را در دست گرفته بودند. برای تغییر اوضاع فعلی لیو یی‌کانگ(شین هائو) سیاست های جدیدی را برای اصلاح دولت مطرح میکند...

## بازیگران

### اصلی
- لی چین در نقش شن لیگه
- چین هائو در نقش لیو یی‌کانگ
- گو جیاچنگ در نقش لیو یی‌چوان

## تولید
این سریال توسط تهیه کنندگان و سرپرستی گروه سازنده پرنسس وی‌یونگ تولید شد. در اواسط مارس ۲۰۱۹، گروه تولید عکاسی اصلی را آغاز کردند. ون ویجی و وانگ دمینگ به عنوان مدیران هنرهای رزمی عمل کردند. شن ژی ، شن تینگ ژانگ و شن مو ، به همراه سونگ ژیان و یوان بین ، مدیران گروه ویژه ارشد انجمن بازیگران هنگدین ، بیش از ۲۰۰ بازیگر هنگدین را برای فیلمبرداری سازماندهی کردند.
فیلمبرداری این مجموعه در استودیو هنگدین در ۲۷ جولای ۲۰۱۹ به پایان رسید و وارد مرحله پس از تولید شد.